# Saison 7 de Dr House
Chronologie
Saison 6 Saison 8
La septième saison de la série télévisée américaine Dr House comporte 23 épisodes diffusés du 20 septembre 2010 au 23 mai 2011.

## Généralités
Le 14 mai 2010, la FOX a annoncé officiellement le renouvellement de la série pour une septième saison de vingt-deux épisodes. La diffusion des premiers épisodes a lieu depuis le 20 septembre 2010.
Toutefois, Greg Yaitanes, l'un des producteurs, a annoncé le 13 janvier 2011 que la FOX avait décidé de commander un épisode supplémentaire, pour un total de vingt-trois épisodes.

## Distribution

### Acteurs principaux
- Hugh Laurie (VF : Féodor Atkine) : Dr Gregory House
- Lisa Edelstein (VF : Frédérique Tirmont) : Dr Lisa Cuddy
- Omar Epps (VF : Lucien Jean-Baptiste) : Dr Eric Foreman
- Robert Sean Leonard (VF : Pierre Tessier) : Dr James Wilson
- Jesse Spencer (VF : Guillaume Lebon) : Dr Robert Chase
- Peter Jacobson (VF : Patrick Osmond) : Dr Chris Taub
- Olivia Wilde (VF : Caroline Pascal) : Dr Remy Hadley, dite « Numéro 13 »

### Acteurs récurrents
- Amber Tamblyn : Martha M. Masters[1]
- Cynthia Watros : Dr Samantha Carr
- Candice Bergen : Arlene Cuddy, la mère de Lisa[2]
- Jennifer Crystal Foley : Rachel Taub
- Kayla et Rylie Colbert : Rachel Cuddy

### Invités
- Chris Connor : Alex (épisode 1)
- George Wyner : Richardson (épisode 1)
- Alyson Stoner : Della Carr[3] (épisode 2)
- Jennifer Grey : Abbey[4] (épisode 5)
- Jack Coleman : Joe Dugan (épisode 6)
- Nigel Gibbs : Sanford Wells (épisodes 8, 10 et 13)
- Donal Logue : Cyrus Harry (épisode 20)

## Résumé de la saison
La saison débute quelques minutes après la fin de la saison précédente : House et Cuddy se sont avoué leurs sentiments mutuels. L'un comme l'autre veulent faire en sorte que leur relation fonctionne, mais se heurtent à des obstacles du quotidien : leurs postes au Princeton Plainsboro, les habitudes de House, la fille de Cuddy… Ils reçoivent néanmoins le soutien de l'équipe et de Wilson.
Taub, Foreman et Chase sont surpris de découvrir la disparition de "Numéro 13", sans explication. House, qui ne s'en soucie pas, doit cependant lui trouver une remplaçante, sur ordre de Cuddy. Après plusieurs essais, Cuddy choisit, à la place de House, Martha M. Masters, une étudiante en médecine avec deux doctorats en mathématiques appliquées et en histoire de l'art. Celle-ci est ravie de travailler avec House, mais son sens éthique et moral est radicalement opposé à la philosophie du diagnosticien.
La relation entre House et Cuddy atteint un certain équilibre, malgré la famille de Cuddy (sa mère et sa fille adoptive) et leurs conflits dans l'hôpital, mais le jour où Cuddy tombe malade et qu'elle doit se faire opérer, elle réalise que House a repris du Vicodin pour parvenir à supporter la situation ; Cuddy préfère rompre devant le risque pour sa fille. Commence alors une période où House replonge dans le Vicodin, l'alcool, les prostituées et les exubérances, où il va jusqu'au mariage blanc.
Un an a passé depuis le jour où numéro 13 est partie quand elle sort de six mois de prison. House prendra le temps de découvrir avec elle les raisons de son arrestation pour trafic de médicaments : elle a euthanasié son frère, lui aussi malade de la chorée de Huntington. Elle réintègre l'équipe peu avant que Martha Masters refuse le poste d'interne que House lui proposait, incapable de gérer les conflits moraux que ce travail implique.
House, désormais seul, se lance alors dans une quête pour tourner la page. Il utilisera un médicament expérimental qui aurait dû permettre de reconstituer le muscle de sa cuisse, mais la molécule crée des tumeurs mortelles. House tentera de s'opérer seul, sans succès, et il devra à Cuddy de conserver sa jambe. Cuddy et Wilson tenteront alors de pousser le diagnosticien à s'ouvrir à eux, mais lui refuse, préférant aller de l'avant plutôt que ressasser. Ce sera par un geste violent qu'il marquera son nouveau départ : en voyant que Cuddy commence à fréquenter quelqu'un d'autre, House défoncera le salon de sa patronne avec sa voiture sous les yeux effarés de Wilson, avant de partir au soleil.

## Production
Pour la première fois depuis la création de la série, le générique change ; ainsi, Jennifer Morrison (alias Allison Cameron) disparaît du générique, tandis que Peter Jacobson (Chris Taub) et Olivia Wilde (Remy Hadley, alias "Numéro 13") le rejoignent après deux saisons passées en tant qu'acteurs réguliers sans y figurer.
Cependant, Olivia Wilde a dû s'éloigner du plateau pour faire la campagne promotionnelle de Tron : L'Héritage et le tournage du film Cowboys et Envahisseurs (Cowboys and Aliens) ; elle n'apparaît donc pas entre les épisodes 2 et 17.

### Diffusion
- États-Unis : à partir du 20 septembre 2010 sur FOX[6]
- Canada : en simultané sur le réseau Global[7]
- Belgique : à partir du 15 mars 2011 sur RTL-TVI
- Québec : à partir du 2 août 2011 sur AddikTV[8]
- Suisse : à partir du 24 novembre 2011 sur TSR1
- France : à partir du 14 février 2012 sur TF1

## Épisodes
1. On fait quoi maintenant ?
2. Égoïste
3. Comme dans un livre
4. Le Message du massage
5. House-sitter
6. La Petite Dernière
7. En quarantaine
8. Chacun sa croix
9. Le Héros du jour
10. La Carotte ou le bâton
11. Médecin de famille
12. Apprendre à oublier
13. Comme à l'école
14. Les temps sont durs
15. Comme dans un mauvais film...
16. Passer le cap
17. Stupeur et consternation
18. Mise au jour
19. Enfreindre les règles
20. La Mécanique de l'espoir
21. Le Cobaye
22. Opérations maison
23. Passer à autre chose

### Épisode 1:On fait quoi maintenant?
- États-Unis /  Canada : 20 septembre 2010 sur FOX / Global
- Belgique : 15 mars 2011 sur RTL-TVI
- Québec : 2 août 2011 sur AddikTV
- Suisse : 24 novembre 2011 sur TSR1
- France : 14 février 2012 sur TF1

- États-Unis : 10,54 millions de téléspectateurs[9] (première diffusion)
- Canada : 2,699 millions de téléspectateurs[10]
- France : 8,78 millions de téléspectateurs (première diffusion)

- Chris Connor (Alex)
- George Wyner (Richardson)
- Matthew Salinger (Malkin)

Après l'épisode final de la saison six où House et Cuddy se sont révélés les sentiments qu'ils éprouvaient l'un pour l'autre, ils passent la nuit ensemble. Au réveil, House s'interroge sur leur avenir. Pendant ce temps, au Princeton-Plainsboro, l'équipe de House et le nouvel assistant de Cuddy se retrouvent à gérer l'absence d'un neurochirurgien, malade, et la visite d'un contrôleur pour le renouvellement des autorisations d'opérer. Si Cuddy veut retourner à l'hôpital, House préfère la retenir avec lui et laisser Chase gérer l'affaire. L'équipe décide donc, devant l'indisponibilité d'un autre neurochirurgien, d'aller guérir le malade, mais celui-ci montre des symptômes étonnants : après être remis de ses nausées, il montre des signes d'usage de drogues.

### Épisode 2:Égoïste
- États-Unis /  Canada : 27 septembre 2010 sur FOX / Global
- Belgique : 22 mars 2011 sur RTL-TVI
- Québec : 9 août 2011 sur AddikTV
- Suisse : 24 novembre 2011 sur TSR1
- France : 14 février 2012 sur TF1

- États-Unis : 10,18 millions de téléspectateurs[11] (première diffusion)
- Canada : 2,264 millions de téléspectateurs[12]
- France : 8,6 millions de téléspectateurs

- Alyson Stoner (Della Carr)
- Sean Smith (Ernest)
- Stephanie Courtney (Claire)
- Dwier Brown (George)
- Cody Saintgnue (Hugo)
- Chase Austin (Billy)
- Murray Gershenz (Maurice)
- Allan Rich (Sidney)
- Reggie De Leon (Vincent)
- Bobbin Bergstrom (Nurse)

### Épisode 3:Comme dans un livre
- États-Unis /  Canada : 4 octobre 2010 sur FOX / Global
- Belgique : 29 mars 2011 sur RTL-TVI
- Québec : 16 août 2011 sur AddikTV
- Suisse : 1er décembre 2011 sur TSR1
- France : 21 février 2012 sur TF1

- États-Unis : 10,78 millions de téléspectateurs[13] (première diffusion)
- Canada : 2,602 millions de téléspectateurs[14]
- France : 7,37 millions de téléspectateurs (première diffusion)

- Cynthia Watros (Sam Carr)
- Amy Irving (Alice Tanner)
- John Bain (Jack)
- Seidy Lopez (Christina)
- Rosalie Vegas (Nurse Yvette)
- Todd Bosley (Go-Cart Attendant)
- Caitlin Chapman (Very Hot Woman)
- Bobbin Bergstrom (Nurse)

### Épisode 4:Le Message du massage
- États-Unis : 11 octobre 2010 sur FOX / Global
- Belgique : 5 avril 2011 sur RTL-TVI
- Québec : 23 août 2011 sur AddikTV
- Suisse : 1er décembre 2011 sur TSR1
- France : 21 février 2012 sur TF1

- États-Unis : 9,69 millions de téléspectateurs[15] (première diffusion)
- Canada : 2,132 millions de téléspectateurs[16]
- France : 7,43 millions de téléspectateurs (première diffusion)

- Vinessa Shaw (Kelly Benedict)
- Zachary Knighton (Billy)
- Erin Cahill (Margaret McPherson)
- Eddie Matos (Felipe)
- Jamie Tompkins (Brandi)
- Kayla et Rylie Colbert (Rachel Cuddy)
- Bobbin Bergstrom (Nurse)

### Épisode 5:House-sitter
- États-Unis /  Canada : 18 octobre 2010 sur FOX / Global
- Belgique : 12 avril 2011 sur RTL-TVI
- Québec : 30 août 2011 sur AddikTV
- Suisse : 8 décembre 2011 sur TSR1
- France : 28 février 2012 sur TF1

- États-Unis : 9,65 millions de téléspectateurs[17] (première diffusion)
- Canada : 2,15 millions de téléspectateurs[18]
- France : 8,10 millions de téléspectateurs (première diffusion)

- Jennifer Grey (Abbey)
- Gabrielle Christian (Justine)
- Keiko Agena (Dr Cheng)
- Charlene Amoia (Dr Fraser)
- Kathleen Antonia (Marina)
- Vanessa Waters (Dr Taylor)
- Vernee Watson (Nurse Smits)
- Feliz Miguel Avitia (Crying Boy)
- Bobbin Bergstrom (Nurse)
- Kayla et Rylie Colbert (Rachel Cuddy)

### Épisode 6:La Petite Dernière
- États-Unis /  Canada : 8 novembre 2010 sur FOX / Global
- Belgique : 19 avril 2011 sur RTL-TVI
- Québec : 6 septembre 2011 sur AddikTV
- Suisse : 8 décembre 2011 sur TSR1
- France : 28 février 2012 sur TF1

- États-Unis : 9,63 millions de téléspectateurs[19] (première diffusion)
- Canada : 2,368 millions de téléspectateurs[20]
- France : 8,10 millions de téléspectateurs (première diffusion)

- Amber Tamblyn (Martha Masters)
- Tracy Vilar (Nurse Regina)
- Pat Finn (Senator Anderson)
- Jack Coleman (Joe Dugan)
- Bobbin Bergstrom (Nurse)

### Épisode 7:En quarantaine
- États-Unis /  Canada : 15 novembre 2010 sur FOX / Global
- Belgique : 26 avril 2011 sur RTL-TVI
- Québec : 13 septembre 2011 sur AddikTV
- Suisse : 15 décembre 2011 sur TSR1
- France : 6 mars 2012 sur TF1

- États-Unis : 10,77 millions de téléspectateurs[21] (première diffusion)
- Canada : 2,223 millions de téléspectateurs[22]
- France : 8,08 millions de téléspectateurs (première diffusion)

- Amber Tamblyn (Martha Masters)
- Cynthia Watros (Sam Carr)
- Dylan Baker (Dr Dave Broda)
- Hayley Chase (Julie)
- Samantha Smith (Lulu)
- Andrew Fiscella (Niles)
- Aaron Refvem (Roger)
- Devon Woods (Eve)
- Leslie Murphy (Natalie)
- Tess Kartel (Geerte)
- Neil Sandilands (Captain Vanderhoof)
- Daniel Colembie (Dr Trimingham)
- Demetrius Grosse (Hacinte)
- Elijah Montgomery (Ebo)
- Bobbin Bergstrom (Nurse)

### Épisode 8:Chacun sa croix
- États-Unis /  Canada : 22 novembre 2010 sur FOX / Global
- Belgique : 3 mai 2011 sur RTL-TVI
- Québec : 20 septembre 2011 sur AddikTV
- Suisse : 15 décembre 2011 sur TSR1
- France : 6 mars 2012 sur TF1

- États-Unis : 9,24 millions de téléspectateurs[23] (première diffusion)
- Canada : 2,237 millions de téléspectateurs[24]
- France : 7,72 millions de téléspectateurs (première diffusion)

- Amber Tamblyn (Martha Masters)
- Cynthia Watros (Sam Carr)
- Jennifer Crystal Foley (Rachel Taub)
- Madalyn Horcher (Marisa)
- Kuno Becker (Ramon)
- Jaime Zevallos (Marcus)
- Alan Marco (Victor)
- Kayla Ewell (Nika)
- Stella Maeve (Kenzie)
- Nigel Gibbs (Sanford Wells)
- Kirby Griffin (Casey)
- Ed Williams (Anthony)
- Bobbin Bergstrom (Nurse)

### Épisode 9:Le Héros du jour
- États-Unis /  Canada : 17 janvier 2011 sur FOX / Global
- Belgique : 7 septembre 2011 sur RTL-TVI
- Québec : 27 septembre 2011 sur AddikTV
- Suisse : date inconnue sur TSR1
- France : 20 mars 2012 sur TF1

- États-Unis : 10,52 millions de téléspectateurs[25] (première diffusion)
- Canada : 2,362 millions de téléspectateurs[26]
- France : 8,25 millions de téléspectateurs (première diffusion)

- Amber Tamblyn (Martha Masters)
- Candice Bergen (Arlene, la mère de Cuddy)
- Matthew Lillard (Jack)
- Jennifer Crystal Foley (Rachel Taub)
- Kayla et Rylie Colbert (Rachel Cuddy)
- Shyloh Oostwald (Daisy)
- Sprague Grayden (Eva)
- Julie Mitchell (Chloe)
- Nate Witty (Bike Messenger)
- Rosalyn Sidewater (Woman in Suit)
- Thai Douglas (Conductor)
- Bobbin Bergstrom (Nurse)

### Épisode 10:La Carotte ou le bâton
Cet article possède un paronyme, voir La Carotte et le Bâton (homonymie).
- États-Unis /  Canada : 24 janvier 2011 sur FOX / Global
- Belgique : 7 septembre 2011 sur RTL-TVI
- Québec : 4 octobre 2011 sur AddikTV
- Suisse : date inconnue sur TSR1
- France : 20 mars 2012 sur TF1

- États-Unis : 10,45 millions de téléspectateurs[27] (première diffusion)
- Canada : 1,929 million de téléspectateurs[28]
- France : 7,90 millions de téléspectateurs (première diffusion)

- Amber Tamblyn (Martha Masters)
- Kayla et Rylie Colbert (Rachel Cuddy)
- Nigel Gibbs (Sanford Wells)
- Sasha Roiz (Driscoll)
- Tyler James Williams (Landon)
- Kyle Fain (Macdonald)
- Rachel Melvin (Winn)
- Stella Maeve (Kenzie)
- Kayla Ewell (Nika)
- Maite Schwartz (Ali)
- Grace Rowe (School Director)
- Elizabeth Ann Roberts (Teacher)
- Patrick Rafferty (Trucker)
- Melanie Cruz (ER Doctor)
- Turner Dixon (Delivery Guy)

### Épisode 11:Médecin de famille
- États-Unis /  Canada : 7 février 2011 sur FOX / Global
- Belgique : 14 septembre 2011 sur RTL-TVI
- Québec : 11 octobre 2011 sur AddikTV
- Suisse : date inconnue sur TSR1
- France : 27 mars 2012 sur TF1

- États-Unis : 12,33 millions de téléspectateurs[29] (première diffusion)
- Canada : 2,076 millions de téléspectateurs[30]
- France : 7,81 millions de téléspectateurs (première diffusion)

- Amber Tamblyn (Martha Masters)
- Jennifer Crystal Foley (Rachel Taub)
- Candice Bergen (Arlene, la mère de Cuddy)
- Paula Marshall (Julia Cuddy)
- Ben Bode (Kaufman)
- Michael Gladis (Jamie)
- Julia Rose (Kara)
- Kelly Frye (Salesgirl)
- David Olejnik (Timothy)
- Bobbin Bergstrom (Nurse)

### Épisode 12:Apprendre à oublier
- États-Unis /  Canada : 14 février 2011 sur FOX / Global
- Belgique : 14 septembre 2011 sur RTL-TVI
- Québec : 18 octobre 2011 sur AddikTV
- Suisse : date inconnue sur TSR1
- France : 27 mars 2012 sur TF1

- États-Unis : 9,86 millions de téléspectateurs[31] (première diffusion)
- Canada : 2,219 millions de téléspectateurs[32]
- France : 7,49 millions de téléspectateurs (première diffusion)

- Amber Tamblyn (Martha Masters)
- Tina Holmes (Nadia)
- Claire Rankin (Elena)
- Sarah Davidson (Blonde)
- J. Paul Boehmer (Husband)
- Lisa Renee (Wife)
- Tim Barraco (Young Cop)
- Jackie Goldberg (Elderly Patient)
- Jacqueline McKenzie (Young Nadia)
- Amanda Leighton (Young Elena)
- Bobbin Bergstrom (Nurse)

### Épisode 13:Comme à l'école
- États-Unis /  Canada : 21 février 2011 sur FOX / Global
- Belgique : 21 septembre 2011 sur RTL-TVI
- Québec : 25 octobre 2011 sur AddikTV
- Suisse : 5 janvier 2012 sur TSR 1
- France : 10 avril 2012 sur TF1

- États-Unis : 10,41 millions de téléspectateurs[33] (première diffusion)
- Canada : 2 millions de téléspectateurs[34]
- France : 6,94 millions de téléspectateurs (première diffusion)

- Amber Tamblyn (Martha Masters)
- Kayla et Rylie Colbert (Rachel Cuddy)
- Austin Michael Coleman (Zack)
- Haley Pullos (Colleen)
- Joyce Greenleaf (Ms. Washburn)
- Jarred Hillman (Brett)
- Doug Locke (Roger)
- Nigel Gibbs (Sanford Wells)
- Matthew Haddad (Timothy)
- Logan Arens (Gabe)
- Gwen Mihok (Carmen)
- Michael Chey (Alex)
- Willis Chung (Phillip Wright)
- Suzy Cote (Female Lawyer)
- Jarret Wright (Dave Dryden)
- Carmen Surles (Worried Patient)
- Sheena Zadeh (Cute Nurse)
- Aubrey Manning (Receptionist)
- Tiffany Espensen (Sophie)
- Maurice Godin (Dr Hourani)
- Brittany Ishibashi (Ms. Corwin)
- Erika Alexander (Ms. Fields)
- Tracey Vilar (Nurse Regina)
- Victoria Hoffman (Mother)
- Jack Frank (Teenage Son)
- Bobbin Bergstrom (Nurse)

### Épisode 14:Les Temps sont durs
- États-Unis /  Canada : 28 février 2011 sur FOX / Global
- Belgique : 21 septembre 2011 sur RTL-TVI
- Québec : 1er novembre 2011 sur AddikTV
- Suisse : 5 janvier 2012 sur TSR 1
- France : 17 avril 2012 sur TF1

- États-Unis : 11,01 millions de téléspectateurs[35] (première diffusion)
- Canada : 2,266 millions de téléspectateurs[36]
- France : 6,50 millions de téléspectateurs (première diffusion)

- Amber Tamblyn (Martha Masters)
- Adrian LaTourelle (Bert)
- Ashley Jones (Diane)
- Tom Connolly (Officer Smith)
- Mike Moh (Waiter)
- Frank Drank (Bartender)
- Bobbin Bergstrom (Nurse)

### Épisode 15:Comme dans un mauvais film…
- États-Unis /  Canada : 7 mars 2011 sur FOX / Global
- Belgique : 28 septembre 2011 sur RTL-TVI
- Québec : 8 novembre 2011 sur AddikTV
- Suisse : date inconnue sur TSR 1
- France : 1er mai 2012 sur TF1

- États-Unis : 11,08 millions de téléspectateurs[37] (première diffusion)
- Canada : 2,448 millions de téléspectateurs[38]
- France : 7,19 millions de téléspectateurs (première diffusion)

- Amber Tamblyn (Martha Masters)
- Kayla et Rylie Colbert (Rachel Cuddy)
- Paula Marshall (Julia Cuddy)
- Emily Hahn (en) (Rachel Cuddy (en rêve))
- Brett DelBuono (Ryan)
- Ken Garito (Todd)
- Lesley Fera (Kay)
- Lee Simpson (Hayes)
- Liz Benoit (Nurse Anne)
- Chuck McCollum (Urologist)
- Kai Schmoll (Lawyer)
- Beau Dremann (Police Officer)
- Bobbin Bergstrom (Nurse)

### Épisode 16:Passer le cap
- États-Unis /  Canada : 14 mars 2011 sur FOX / Global
- Belgique : 28 septembre 2011 sur RTL-TVI
- Québec : 15 novembre 2011 sur AddikTV
- France : 8 mai 2012 sur TF1

- États-Unis : 10,41 millions de téléspectateurs[39] (première diffusion)
- Canada : 2,023 millions de téléspectateurs[40]
- France : 6,73 millions de téléspectateurs (première diffusion)

- Amber Tamblyn (Martha Masters)
- Liz Benoit (Nurse Anne)
- Cleo Berry (Carnell)
- Chad Faust (Lane)
- Fred Ross (Bartender)
- Eric Almquist (Bullfighter)
- Jeri Lyn Brown (Screaming Woman)
- Bobbin Bergstrom (Nurse)

### Épisode 17:Stupeur et Consternation
- États-Unis /  Canada : 21 mars 2011 sur FOX / Global
- Belgique : 5 octobre 2011 sur RTL-TVI
- Québec : 22 novembre 2011 sur AddikTV
- France : 15 mai 2012 sur TF1

- États-Unis : 9,49 millions de téléspectateurs[41] (première diffusion)
- Canada : 2,389 millions de téléspectateurs[42]
- France : 6,83 millions de téléspectateurs

- Amber Tamblyn (Martha Masters)
- Karolina Wydra (Dominika)
- Christopher Marquette (Danny)
- Thomas Crawford (Bernard)
- Angelo Diona (Chris)
- Harrison Bliss (Ryan)
- Tacey Adams (Mrs. Weston)
- Bobbin Bergstrom (Nurse)

### Épisode 18:Mise au jour
- États-Unis /  Canada : 11 avril 2011 sur FOX / Global
- Belgique : 5 octobre 2011 sur RTL-TVI
- Québec : 29 novembre 2011 sur AddikTV
- France : 15 mai 2012 sur TF1

- États-Unis : 8,93 millions de téléspectateurs[43] (première diffusion)
- Canada : 2,402 millions de téléspectateurs[44]
- France : 6,65 millions de téléspectateurs

- Amber Tamblyn (Martha Masters)
- Jennifer Crystal Foley (Rachel Taub)
- Justin Chon (Harold)
- Terry Maratos (Brian)
- Kimberlee Peterson (Nina)
- Zena Grey (de) (Ruby)
- Bobbin Bergstrom (Nurse)

### Épisode 19:Enfreindre les règles
- États-Unis /  Canada : 18 avril 2011 sur FOX / Global
- Belgique : 12 octobre 2011 sur RTL-TVI
- Québec : 6 décembre 2011 sur AddikTV
- France : 22 mai 2012 sur TF1

- États-Unis : 8,80 millions de téléspectateurs[45] (première diffusion)
- Canada : 1,896 million de téléspectateurs[46]
- France : 7,12 millions de téléspectateurs

- Amber Tamblyn (Martha Masters)
- Ron Perkins (Dr Simpson)
- Jennifer Landon (Donovan)
- Michelle DeFraites (Kendall)
- Gerald McCullouch (Bobby)
- Bridgett Newton (Paige)
- Tommy Savas (Cruz)
- Will Deutsch (Dr Pressman)
- Helena Apothaker (Infirmière Ellen Hoffner)
- Tony Edwards (Roscoe)
- Bobbin Bergstrom (Une infirmière)

### Épisode 20:La Mécanique de l'espoir
- États-Unis /  Canada : 2 mai 2011 sur FOX / Global (sauf en Colombie-Britannique et Alberta)
- Belgique : 12 octobre 2011 sur RTL-TVI
- Québec : 13 décembre 2011 sur AddikTV
- France : 22 mai 2012 sur TF1

- États-Unis : 8,57 millions de téléspectateurs[47] (première diffusion)
- France : 6,60 millions de téléspectateurs

- Candice Bergen (Arlene, la mère de Cuddy)
- Donal Logue (Cyrus)
- David Costabile (Phil)
- Megan Follows (Jennifer)
- David A. Kimball (Lawyer)
- Dawn Frances (Nurse Colleen)
- Sheena Zadeh (Nurse Laura)
- Adele Robbins (Janet)
- Roger Burtona (Male Patient)
- Jacob McCafferty (Ricky)
- Bobbin Bergstrom (Nurse)

### Épisode 21:Le Cobaye
- États-Unis /  Canada : 9 mai 2011 sur FOX / Global
- Belgique : 19 octobre 2011 sur RTL-TVI
- Québec : 20 décembre 2011 sur AddikTV
- France : 29 mai 2012 sur TF1

- États-Unis : 7,94 millions de téléspectateurs[48] (première diffusion)
- Canada : 1,917 million de téléspectateurs[49]
- France : 6,67 millions de téléspectateurs

- Kevin Phillips (Terry)
- Linda Park (Dr Lee Wendy)
- Kevin Daniels (Cesar)
- John T. Woods (Tony)
- Drew Cohn (Glenn)
- Ken Olandt (General Spain)
- Brian Huskey (Dr Riggin)
- Frank Drank (Bartender)
- Denice Sealy (Nurse Gibbs)
- Helena Apothaker (Nurse Ellen Hoffner)
- Bobbin Bergstrom (Nurse)

### Épisode 22:Opérations maison
- États-Unis /  Canada : 16 mai 2011 sur FOX / Global
- Belgique : 19 octobre 2011 sur RTL-TVI
- Québec : 27 décembre 2011 sur AddikTV
- Suisse : 2 février 2012 sur TSR 1
- France : 29 mai 2012 sur TF1

- États-Unis : 8,92 millions de téléspectateurs[50] (première diffusion)
- Canada : 2,104 millions de téléspectateurs[51]
- France : 6,50 millions de téléspectateurs

- Kayla et Rylie Colbert (Rachel Cuddy)
- Zena Grey (de) (Ruby)
- Amy Landecker (Darrien)
- Brian Huskey (Dr Riggin)
- Noelle Bellinghausen (Emily)
- Kendra Andrews (Dina)
- Alex MacCormick (Admitting Nurse Colleen)
- Bobbin Bergstrom (Nurse)

Une nuit, après la journée de travail, une amie et ex-codétenue de n° 13 nécessite des soins médicaux. Lorsque n° 13 comprend qu'elle est retombée dans la drogue, elle lui promet de ne pas l'emmener à l'hôpital où elle pourrait se refaire arrêter. Le Dr Hadley fera appel à Chase pour l'aider.

### Épisode 23:Passer à autre chose
- États-Unis /  Canada : 23 mai 2011 sur FOX / Global
- Belgique : 19 octobre 2011 sur RTL-TVI
- Québec : 3 janvier 2012 sur AddikTV
- Suisse : 2 février 2012 sur TSR 1
- France : 12 juin 2012 sur TF1

- États-Unis : 9,11 millions de téléspectateurs[52] (première diffusion)
- Canada : 2,383 millions de téléspectateurs[53]
- France : 7,45 millions de téléspectateurs

- Jennifer Crystal Foley (Rachel Taub)
- Paula Marshall (Julia)
- Zena Grey (de) (Ruby)
- Shohreh Aghdashloo (Afsoun)
- James Hiroyuki Liao (Luca)
- Thom Bishops (Jerry)
- Adrienne Whitney (Artsy Young Woman)
- Amy Shelton-White (Nurse Felicia)
- Liz Benoit (Nurse Anne)
- Jake Martina (Julia's Husband)
- Bobbin Bergstrom (Nurse)

Cet épisode commence par un flashforward. Cuddy est choquée et Wilson blessé à une main. Quand un policier demande si la doyenne du Princeton Plainsboro veut porter plainte, elle accepte, disant que si House se permet de remettre les pieds dans son hôpital, elle l'enverra en prison.
Trois jours avant, une artiste performeuse, qui allait se faire brûler par une personne assistant à son vernissage et empêchée in extremis par son assistant, a une attaque. House se remet à peine de son opération et annonce un changement de prévu. L'équipe suspecte la patiente de s'être empoisonnée pour diffuser au public le traitement que lui inflige House. Numéro 13 le prouve en découvrant une caméra dans une peluche. La patiente connaît le Dr House pour avoir fait des recherches sur lui, et a déjà été diagnostiquée mais veut voir combien de temps mettra House pour résoudre le puzzle. Il comprend à travers son historique depuis un an qu'on lui a découvert un lymphome cérébral primaire incurable.
Sur le site de l'accident, Wilson pense que House s'est enfui dans un bar sombre comme sa personnalité puisqu'il est malheureux. En parallèle du cas, Taub se prépare à refaire sa vie avec l'infirmière et veut laisser son ex-femme, mais il apprend, qu'en plus de sa maîtresse, sa femme est enceinte. Cuddy voit un autre homme, sur conseil de sa sœur, et lors d'un déjeuner avec House, celui-ci lui avoue qu'elle l'a rendu malheureux et s'énerve fortement, mais il veut avant tout tourner la page.
Quand la patiente se découvre de l'eczéma, House change le diagnostic : granulomatose avec polyangéite. Mais quand elle apprend que le traitement pourrait altérer ses facultés mentales et donc son art, elle refuse, avant de revenir sur son choix quand elle comprend avec Numéro 13 qu'elle n'est pas que son travail. House est totalement déconcerté. Quand il découvre que Cuddy commence à fréquenter quelqu'un, il perd pied, chasse Wilson de sa voiture et défonce le salon de sa patronne avant de partir guilleret.